# Live. Love. A$AP
Live. Love. A$AP ist das erste Mixtape des US-amerikanischen Rappers A$AP Rocky. Es erschien am 31. Oktober 2011 als kostenloser Download.

## Titelliste
1. Palace – 2:42
2. Peso – 2:47
3. Bass – 3:17
4. Wassup – 2:38
5. Brand New Guy (feat. Schoolboy Q) – 4:48
6. Purple Swag: Chapter 2 (feat. SpaceGhostPurrp und ASAP Nast) – 2:47
7. Get Lit (feat. Fat Tony) – 2:58
8. Trilla (feat. ASAP Twelvy und ASAP Nast) – 4:04
9. Keep It G (feat. Chace Infinite und SpaceGhostPurrp) – 3:49
10. Kissin’ Pink (feat. ASAP Ferg) – 3:31
11. Houston Old Head – 4:18
12. Acid Drip – 2:43
13. Leaf (feat. Main Attrakionz) – 4:52
14. Roll One Up – 2:39
15. Demons – 3:00
16. Out of This World – 2:48

## Singles
Am 16. November 2011 wurde das Stück Peso als Single veröffentlicht. Diese konnte Position 75 der Hot R&B/Hip-Hop Songs erreichen und sich für insgesamt neun Wochen in diesen platzieren. Als zweite Single folgte am 5. Dezember 2011 Purple Swag.

## Kritik
Die E-Zine Laut.de bewertete Live. Love. A$AP mit vier von möglichen fünf Punkten. Aus Sicht des Redakteurs Stefan Johannesberg mixe A$AP Rocky „Straßenattitüde, Style, Talent und eine startaugliche Ignoranz mit kreativen Respekt für alle Hip Hop-OGs.“ Stilistisch vereine Rocky „sehr stimmig ignorantes Dirty South-Pimpin'-Purple-Sippin' mit dem klassischen Street-Rap seiner Heimatmetropole.“ Die Beats zu Palace und Bass erscheinen vom Wu-Tang-Clan-Mitglied Robert Diggs inspiriert. Dagegen können Houston Old Head und Roll One Up dem G-Funk zugeordnet werden. Textlich erreiche Rocky keine „lyrischen Tiefen.“